# Babyschalenspiegel

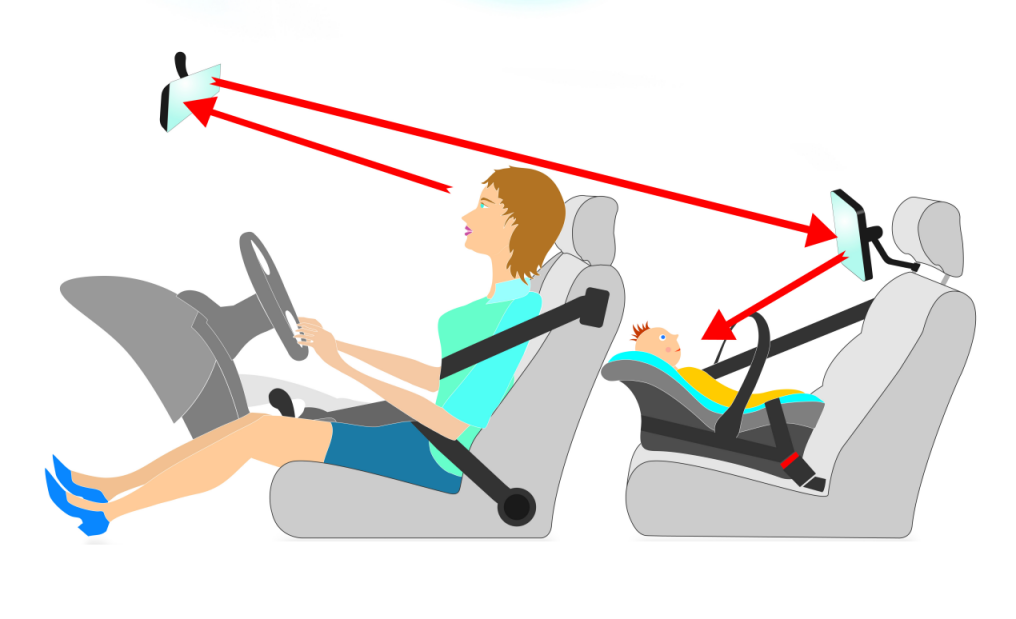
Funktionsweise eines Babyschalenspiegels

Ein Babyschalenspiegel, der noch häufiger als Rücksitzspiegel bezeichnet wird, ist eine Konstruktion, mit deren Hilfe ein Autofahrer sehen kann, wie sich ein Kind in einer Babyschale auf dem Rücksitz verhält. Der Babyschalenspiegel reflektiert dabei das Bild des Kindes vom Rücksitz in den Innenspiegel des Autos. So kann der Fahrer das Kind beobachten, ohne sich umdrehen zu müssen.
Kinder unter einem Jahr und Kinder mit weniger als neun Kilogramm Körpergewicht müssen im Auto quer oder rückwärts zur Fahrtrichtung durch einen altersgerechten Kindersitz gesichert werden. Dieser, als Babyschale bezeichnete Sitz wird entgegen der Fahrtrichtung mit dem Gurt im Auto festgeschnallt. Bei Wagen, die über einen Beifahrerairbag verfügen, der nicht abzuschalten ist, muss die Babyschale auf dem Rücksitz befestigt werden. Von Fahrerseite her ist das Kind in der Babyschale ohne Babyschalenspiegel schwer einsehbar, so dass durch die Verwendung eines solchen Spiegels die Verkehrssicherheit erhöht wird.
Zu den Kriterien, die in Produkttests für Rücksitzspiegel bewertet werden, zählen die Größe des Sichtfeldes, Schwenkbarkeit, Splitterschutz, verwendetes Material sowie eine einfache Montage.